# آوونی وال دور
آوونی وال دور (به فرانسوی: Avenay-Val-d'Or) یک کمون در فرانسه است که در canton of Ay واقع شده‌است. آوونی وال دور ۱۲٫۴۹ کیلومتر مربع مساحت دارد.